# Hilla von Rebay
Hildegard Anna Augusta Elizabeth Freiin Rebay von Ehrenwiesen, Baronessa Hilla von Rebay, o simplement Hilla Rebay (31 de maig de 1890, Estrasburg, Alsàcia-Lorena – 27 de setembre de 1967, Greens Farms, Connecticut), va ser una artista abstracta destacada de principis del segle xx, cofundadora i primera directora del Museu Solomon R. Guggenheim.
Va tenir importància fonamental en l'assessorament sobre l'art abstracte de Solomon R. Guggenheim, la col·lecció del qual es convertiria en l'origen del patrimoni del Museu Solomon R. Guggenheim, a més d'haver influït en l'elecció de Frank Lloyd Wright per al disseny de l'actual edifici del museu, icona emblemàtica de la ciutat de Nova York.